# Klaus Wenzel
Klaus Wenzel (* 22. September 1949 in Sulzbach-Rosenberg) ist ein Lehrer, Verbandsfunktionär und Schulbuchautor.
Nach dem Studium trat er eine Stelle an einer Hauptschule im Nürnberger Land an. Ab dem Schuljahr 1972/73 war er an der Hauptschule Schnaittach tätig, dort schloss er 1976 seinen Vorbereitungsdienst mit der zweiten Staatsprüfung ab. 1984 wurde er zum Seminarleiter für das Lehramt an Hauptschulen bestellt.
Dem Bayerischen Lehrer- und Lehrerinnenverband (BLLV) trat er zu Beginn seines Studiums 1970 bei. Er wurde dort Sprecher der Arbeitsgemeinschaft Bayerischer Junglehrer und ABJ-Verbindungsmann im Kreisverband Schnaittach. In den Jahren 1977 bis 1982 hatte Wenzel das Amt des ABJ-Bezirksvorsitzenden Mittelfranken inne. Von 1981 bis 1982 erledigte er als Landespressereferent die Öffentlichkeitsarbeit für die ABJ, von 1982 bis 1984 war er Landesvorsitzender der ABJ. Gleichzeitig engagierte sich Wenzel im Bezirksverband Mittelfranken als Referent für Berufswissenschaften. 1984 wurde Wenzel zum Leiter der Abteilung Schul- und Bildungspolitik im BLLV gewählt. Seit 1988 vertritt er als Mitglied des Hauptpersonalrates am Staatsministerium für Unterricht und Kultus die Interessen der bayerischen Lehrer. Von 2007 bis 2015 war er Präsident des Bayerischen Lehrer- und Lehrerinnenverbands; 2015 wurde er zu dessen Ehrenpräsident ernannt.
Fünfzehn Jahre lang gab er am Elterntelefon des Domino Verlags Rat und Auskunft zu Themen, die  Eltern, Kinder und Pädagogen betreffen.
Wenzel ist Herausgeber und Mitautor pädagogischer und schulpraktischer Bücher.
Er ist Gründungsmitglied der Initiative Praktisches Lernen in Bayern, des Förderprogramms Demokratisch Handeln in Jena und der Stiftung Lernen in München.
Am 1. Februar 2019 wurde er mit der Bayerischen Verfassungsmedaille in Silber ausgezeichnet.